# Episodi di Renegade (quarta stagione)
La quarta stagione della serie televisiva Renegade, composta da 22 episodi, è stata trasmessa negli Stati Uniti da USA Network dall'11 settembre 1995 al 28 aprile 1996.
In Italia è andata in onda su Italia 1.
| nº | Titolo originale          | Titolo italiano              | Prima TV USA      | Prima TV Italia |
| -- | ------------------------- | ---------------------------- | ----------------- | --------------- |
| 1  | Sawed-Off Shotgun Wedding | Nozze con spari              | 11 settembre 1995 |                 |
| 2  | Honeymoon in Mexico       | Ladri in luna di miele       | 18 settembre 1995 |                 |
| 3  | The Ballad of D.B. Cooper | La ballata di D.B. Cooper    | 25 settembre 1995 |                 |
| 4  | Most Wanted               | Ricercato                    | 2 ottobre 1995    |                 |
| 5  | Liar's Poker              | La mia droga si chiama Julie | 9 ottobre 1995    |                 |
| 6  | Dead Heat                 | Il purosangue                | 23 ottobre 1995   |                 |
| 7  | An Uncle in the Business  | Zio per necessità            | 30 ottobre 1995   |                 |
| 8  | Offshore Thunder          | Morte sull'acqua             | 6 novembre 1995   |                 |
| 9  | Studs                     | Stalloni                     | 13 novembre 1995  |                 |
| 10 | Another Place and Time    | Forse un giorno              | 20 novembre 1995  |                 |
| 11 | Sins of the Father        | Le colpe dei padri           | 27 novembre 1995  |                 |
| 12 | No Place Like Home        | Soggiorno obbligato          | 1º gennaio 1996   |                 |
| 13 | Baby Makes Three          | Fuga per tre                 | 8 gennaio 1996    |                 |
| 14 | Hound Downtown            | Segugio di città             | 15 gennaio 1996   |                 |
| 15 | Stationary Target         | Il giudice nel mirino        | 20 gennaio 1996   |                 |
| 16 | Rio Reno                  | Rio Reno                     | 27 gennaio 1996   |                 |
| 17 | Paradise Lost             | Paradisi perduti             | 5 febbraio 1996   |                 |
| 18 | Love Hurts                | L'amore che uccide           | 12 febbraio 1996  |                 |
| 19 | Hard Evidence             | La congiura del silenzio     | 19 febbraio 1996  |                 |
| 20 | The Dollhouse             | Casa di bambole              | 15 aprile 1996    |                 |
| 21 | Hog Calls                 | Voci                         | 22 aprile 1996    |                 |
| 22 | The Road Not Taken        | L'angelo custode             | 28 aprile 1996    |                 |

## Nozze con spari
- Titolo originale: Sawed-Off Shotgun Wedding
- Diretto da: Terrence O'Hara
- Scritto da: Richard C. Okie

### Trama
Reno, Bobby e Cheyenne arrestano un ricercato che era in compagnia di uno spacciatore di droga, ma quest'ultimo (Cortez) è il vice console della Costa Rica e viene subito rilasciato avendo l'immunità. Reno cerca di convincere Teresa, la cugina di Cortez che ne fa da ambasciatrice, a collaborare con lui. Intanto, Dixon sale di grado (diventando sceriffo) sostituendo un collega ucciso ed aumenta la caccia verso Reno; Teresa intanto si è convinta della colpevolezza del cugino e si è innamorata di Reno, con cui intende sposarsi. Reno accetta poiché in Costa Rica non vi è l'estradizione e sarebbe al sicuro da Dixon, il quale nel frattempo ha comprato una partita di droga da Cortez, da cui impara la faccenda delle nozze. Il tenente si precipita in comune e spara a Reno, mancandolo e ferendo Teresa. Reno lotta col tenente e riesce a fuggire prima dell'arrivo di altri agenti, ma decide di non sposarsi per non mettere in pericolo Teresa, convinto che Dixon lo inseguirà dovunque.

## Ladri in luna di miele
- Titolo originale: Honeymoon in Mexico
- Diretto da: Charles Siebert
- Scritto da: Bill Nuss

### Trama
Reno e Bobby si trovano in vacanza in Messico ed incontrano una giovane disperata poiché suo marito è scomparso durante il viaggio di nozze. Recatosi alla polizia per denunciare la scomparsa, Bobby viene arrestato; è sospettato di essere il complice dell'uomo, un ladro fuggito dopo un furto in casinò. Reno scopre che la "moglie" dello scomparso è in realtà la sua complice, a cui interessa recuperare il denaro. Insieme alla donna, Reno fa evadere Bobby, poi riescono a ritrovare il ladro, in punto di morte per essere stato picchiato dal capo della polizia. Difatti questo è corrotto e complice del padrone del casinò (che ricicla soldi falsi), intenzionato a riavere il bottino. Prima di morire, il ladro rivela alla donna dove ha nascosto il denaro, ma i due criminali li seguono e decidono di uccidere lei, Reno e Bobby. La ladra riesce a far litigare i criminali che si uccidono a vicenda, guadagnandosi dai cacciatori di taglie la promessa di non essere arrestata.

## La ballata di D.B. Cooper
- Titolo originale: The Ballad of D.B. Cooper
- Diretto da: Gary Winter
- Scritto da: Richard C. Okie

### Trama
Bobby impara che un famoso ladro di nome Cooper, fuggito 25 anni prima dirottando un aereo e da allora scomparso, vive sotto falso nome in una sperduta cittadina. Recatosi in zona, Reno e Bobby trovano ospitalità in un bar e conoscono la figlia del barista, che si innamora di Reno. Nella cittadina tutti conoscono la storia di Cooper ma nessuno si rivela d'aiuto; un disonesto cacciatore di taglie ha seguito però i due soci e terrorizza gli abitanti per farli parlare, aggredendo lo stesso sceriffo. I paesani stringono un patto con Reno e Bobby, rivelando loro chi è Cooper purché li proteggano dal loro "collega": il ricercato è lo stesso barista, che si era fatto amare da tutti perché aveva diviso il bottino con gli altri abitanti, permettendo di comprare una fabbrica che stava fallendo. Intanto il cacciatore di taglie rapisce la figlia di Cooper per costringerlo a consegnarsi; gli altri paesani dichiarano di essere loro stessi Cooper, distraendo il rapitore che è poi affrontato e sconfitto da Reno. Il cacciatore di taglie viene arrestato, mentre Bobby decide di rilasciare Cooper poiché il suo reato è ormai in prescrizione. 

## Ricercato
- Titolo originale: Most Wanted
- Diretto da: Ron Satlof
- Scritto da: Donald Marcus

### Trama
Un giornale pubblica un articolo sugli scapoli della città e Bobby è in cima alla lista, molte ragazze fissano quindi un appuntamento con lui. Tra le tante, Bobby si innamora però di una donna che ha conosciuto per caso, avendo distrutto la sua macchina durante l'inseguimento di un ladro. Mentre Cheyenne è contenta per il fratellastro, Reno ha dei sospetti sulla fidanzata di Bobby, che difatti scopre collegata al ladro che stavano inseguendo. Interrogando quell'uomo, Reno impara che la donna aveva organizzato l'incidente per avvicinare Bobby, e facendo irruzione in casa di lei trova una sua foto che mette in allarme Cheyenne. La donna è difatti l'ex moglie di un criminale (che compare nella foto), ucciso in una sparatoria proprio da Bobby ed intende vendicarlo. Reno e Cheyenne si precipitano al rifugio in cui si trova Bobby con la fidanzata, che lo ha fatto prigioniero e sta per ucciderlo; per salvare il fratellastro, Cheyenne spara alla donna e la uccide.

## La mia droga si chiama Julie
- Titolo originale: Liar's Poker
- Diretto da: Jeff Woolnough
- Scritto da: Raymond Hartung

### Trama
Julie, in prigione per aver rapinato la ditta in cui lavorava, riesce ad evadere ferendo una guardia. Bobby e Reno si dividono per cercarla; Reno trova Julie e la arresta, ma questa dichiara che era stata costretta al furto dal capo della polizia, suo amante, che l'aveva fatta assumere proprio a quello scopo. Durante una sparatoria, Julie riesce però a fuggire, ed il capo della polizia, che collabora con Bobby per ritrovarla, ammette di essere stato amante della donna e di averle trovato il posto di lavoro, ma di essere estraneo alla rapina. Intanto si scopre che Julie e l'agente sono tuttora amanti e l'uomo si dichiara disposto a lasciare a lei l'intero bottino. Arrestata da Bobby, Julie lo convince a recuperare il denaro, per poi cercare di fuggire. Il capo della polizia, che l'aveva seguita per scoprire dov'era il bottino, intende uccidere lei e Bobby, ma viene bloccato da Reno; nella sparatoria interviene inoltre la guardia del carcere, altro amante di Julie, ma sia lui che l'agente finiscono uccisi, mentre Julie torna in prigione.

## Il purosangue
- Titolo originale: Dead Heat
- Diretto da: Terrence O'Hara
- Scritto da: Donald Marcus

### Trama
Per cogliere sul fatto un delinquente che ha ucciso alcuni cavalli da corsa, Reno si fa assumere come aiutante in una scuderia. Qui è appena morto uno dei cavalli, in apparenza per una colica, ma le analisi del veterinario dimostrano che l'animale è stato fulminato. Bobby sospetta della padrona della scuderia, che poteva avere interesse a riscuotere l'assicurazione; Reno scopre invece che l'amante della donna le ha fatto comprare dei cavalli di poco valore spacciandoli per campioni e falsificandone i documenti. Il truffatore, d'accordo con un suo complice, aveva poi fatto morire gli animali prima che potessero gareggiare e si scoprisse l'inganno. Seguendo il complice, Reno lo blocca prima che possa eliminare l'ultimo cavallo acquistato, catturando anche il truffatore con l'aiuto di Bobby e del capo-stalliere.
● Guest Star: Erin Gray (Donna MacKenzie)

## Zio per necessità
- Titolo originale: An Uncle in the Business
- Diretto da: Michael Levine
- Scritto da: James Kramer

### Trama
Lisa, la figlia del killer apparso nell'episodio Omicidio in fa minore, è in pericolo poiché qualcuno si è introdotto nella villa, in cui ora vive con la governante. Reno si precipita a proteggerla ed assieme a Bobby cattura un uomo che stava spiando l'abitazione, il quale viene però liberato dai suoi mandanti. Difatti il padre di Lisa aveva una morale ed uccideva soltanto criminali, segnando le prove a loro carico su un'agenda; ora un delinquente intende eliminare la prova in vista di un suo processo. Intanto Lisa, convinta che suo padre fosse un ragioniere e che Reno sia effettivamente suo zio, come il genitore le aveva fatto credere, trova una valigia appartenuta al padre, contenente le sue armi e l'agenda. Reno è costretto ad ammettere la verità a Lisa che la mattina seguente fugge, rifugiandosi a casa del suo fidanzato. I delinquenti la aspettano però sul posto, per farsi consegnare l'agenda ed ucciderla. L'intervento di Reno e Bobby, oltre all'aiuto del fidanzato, neutralizza però la banda.

## Morte sull'acqua
- Titolo originale: Offshore Thunde
- Diretto da: Russell Solberg
- Scritto da: Tony Blake e Paul Jackson

### Trama
Un pilota di motoscafi da corsa muore durante una gara. Da un servizio in TV, Reno impara che Debbie, sorella di Val, lavora per la stessa squadra e si reca a trovarla, benché lei lo consideri responsabile della morte della sorella. Tuttavia, i due fanno pace e Reno inizia ad indagare sulla morte del pilota che secondo Debbie non è stata casuale; il padrone che finanzia le gare, un immigrato messicano arricchitosi negli USA, elegge intanto un meccanico come nuovo pilota, ma Bobby conduce quest'ultimo nel deserto, per farlo sostituire da Reno. Intanto si scopre che il padrone contrabbanda armi in Messico facendole trasportare nei motoscafi ed aveva fatto morire il pilota che voleva ribellarsi; il nuovo pilota è invece suo complice e cattura Reno e Debbie prima di recarsi alla gara. Liberato da Bobby, Reno si fa portare in elicottero fino al motoscafo ed arresta il pilota/trafficante, mentre Bobby cattura il capo.

## Stalloni
- Titolo originale: Studs
- Diretto da: Carl Weathers
- Scritto da: Donald Marcus

### Trama
Un'amica di Bobby gli confida di essere stata con un gigolò (presentatogli dalla padrona di una palestra), ma è stata filmata a sua insaputa ed ora viene ricattata, minacciando di mostrare le foto al marito che le toglierebbe i figli. Bobby convince Reno a farsi assumere nella palestra, ma la padrona non si fida del nuovo arrivato e scopre la sua identità. Intanto, l'amica di Bobby è stata picchiata per essersi confidata con lui, mentre Reno, avuto un appuntamento con una cliente, le svela l'inganno ed assieme alla donna si precipita a fermare la padrona e i suoi complici, che hanno preso in ostaggio Bobby e stanno fuggendo su un camion. Risolta la questione, Reno accetta di far ingelosire il marito della sua cliente, che smette così di trascurarla. 

## Forse un giorno
- Titolo originale: Another Place and Time
- Diretto da: Corey Michael Eubanks
- Scritto da: Robin Jill Bernheim

### Trama
Reno, Bobby e Cheyenne si recano a Miami per catturare un boss mafioso, che tra gli altri delitti ha ucciso suo cugino che voleva cambiare vita. Da un suo amico attore, Bobby impara che il boss si nasconde in un albergo, dove tuttavia le uniche camere rimaste sono riservate agli sposi in viaggio di nozze. Reno e Cheyenne si spacciano quindi per sposi e finiscono per dichiararsi realmente. Intanto Cheyenne, contro il parere di Bobby e Reno, decide di fare da esca per avvicinare il mafioso e vi riesce. Con una scusa, la donna riesce a rimanere sola col boss, permettendo così a Reno di irrompere nella stanza ed arrestarlo. Riscossa la taglia, Reno deve rimandare il suo progetto di sposare Cheyenne per non metterla in pericolo; la stessa preoccupazione che ha lei nei confronti di Reno, e i due decidono di rimanere colleghi, almeno finché Reno non avrà dimostrato la sua innocenza.

## Le colpe dei padri
- Titolo originale: Sins of the Father
- Diretto da: Terrence O'Hara
- Scritto da: Stephen J. Cannell

### Trama
Donnie, il figlio di Dixon finito in prigione per traffico di droga, è stato rilasciato; il giovane rifiuta però di collaborare con Bobby per dimostrare l'innocenza di Reno. Spiando Donnie, Reno impara che si è alleato con Mckenna, un ex poliziotto corrotto, denunciato da Dixon che lo aveva fatto finire in galera. Reno si unisce ai due complici per far arrestare Dixon, che è odiato ugualmente da tutti e tre. Donnie confida a Reno che il padre ha una cassetta di sicurezza col bottino dei suoi traffici ed altri documenti che lo inchioderebbero; Reno fa quindi da esca per attirare Dixon, ma Donnie e Mckenna non intendono far arrestare Dixon ma ucciderlo. Reno aiuta così lo sceriffo nella sparatoria e Mckenna muore, mentre Donnie viene arrestato. Dixon finge di mostrare riconoscenza a Reno lasciandolo fuggire (in realtà non poteva ucciderlo avendo finito i proiettili).

## Soggiorno obbligato
- Titolo originale: No Place Like Home
- Diretto da: Ron Garcia
- Scritto da: Janet Greek

### Trama
Scarcerato dopo una condanna per stupro, un criminale viene scortato da Reno e Bobby fino alla città dove per legge dovrà vivere, sorvegliato da una dottoressa che ne seguirà il comportamento. L'uomo si dichiara innocente e teme che alla prima occasione i cittadini lo uccidano: Reno decide così di rimanere sul posto per proteggerlo, o nel caso sia effettivamente colpevole, per proteggere la popolazione. Reno, ed in seguito anche Bobby, iniziano a sospettare di un arrogante giornalista; intanto una donna viene aggredita, ma non ha potuto riconoscere lo stupratore che era mascherato. Reno si accorge che la dottoressa non si è presentata in ufficio e recandosi a casa sua, la salva da un tentativo di stupro: dopo aver ucciso l'aggressore, Reno gli toglie la maschera scoprendo che è l'ex carcerato, il quale mentiva sulla sua innocenza.

## Fuga per tre
- Titolo originale: Baby Makes Three
- Diretto da: Russell Solberg
- Scritto da: Robin Jill Bernheim

### Trama
Bobby e Reno stanno per partire per una vacanza, quando trovano una neonata abbandonata davanti al loro ufficio. Bobby vorrebbe sbarazzarsi della bambina affidandola ai servizi sociali, ma cambia idea e insieme a Reno decide di cercarne la madre. I due scoprono che la donna è in pericolo ed è stata costretta ad abbandonare la neonata per fuggire. Difatti suo marito, appena evaso dalla prigione, la sta cercando per ucciderla dato che era stata lei a farlo condannare. Dopo essere sfuggiti ad un agguato del delinquente, Reno e Bobby trovano la madre a cui restituiscono la neonata. Per attirare in trappola il marito, la donna si reca da sua madre, dove Reno aspetta il criminale e lo arresta. Sentendosi "zii" della bambina, Reno e Bobby regalano i soldi della taglia alla madre.

## Segugio di città
- Titolo originale: Hound Downtown
- Diretto da: Ron Satlof
- Scritto da: Donald Marcus

### Trama
Reno impara che Hound Adams si trova a New York e va a cercarlo, sperando di ottenere da lui il dischetto che dimostri la sua innocenza. Hound svolge a New York il suo mestiere di truffatore e usa i ristoranti per lasciarvi il denaro rubato, nascosto in pacchi, per poi riprenderlo quando ne ha necessità. Aiutato da un tassista che ha conosciuto sul posto, Reno riesce a fermare Hound, ma questo è braccato dalla polizia. Sapendo che Hound rischia di finire ucciso da Dixon nel caso finisse arrestato, Reno lo aiuta a fuggire, senza essere riuscito a farsi consegnare la prova.

## Il giudice nel mirino
- Titolo originale: Stationary Target
- Diretto da: Don Michael Paul
- Scritto da: Richard C. Okie

### Trama
Un condannato a morte riesce ad evadere e vuole vendicarsi uccidendo la donna-giudice che l'aveva condannato. Mentre insegue il criminale, Reno finisce fuori strada con la moto e perde la memoria a causa dell'incidente. Avendo saputo che Reno è stato ricoverato all'ospedale, Dixon si reca sul posto per ucciderlo ma viene bloccato da Bobby, mentre Reno, a cui è tornata la memoria alla vista del suo nemico, fa in tempo a fuggire. Lo sceriffo arresta Bobby e lo minaccia in ogni maniera per farsi consegnare Reno, ma uno degli informatori di Bobby, fingendosi avvocato, lo fa rilasciare. Nel frattempo Reno si è rifugiato a casa di un'infermiera, che, innamorata di lui, lo nasconde mentendo a Dixon. Reno riesce a salvare il giudice uccidendo il delinquente, sfugge a un ulteriore agguato di Dixon e ritorna da Bobby che gli ha riparato la moto. 

## Rio Reno
- Titolo originale: Rio Reno
- Diretto da: Perry Husman
- Scritto da: Robin Jill Bernheim

### Trama
Inseguendo un ricercato, Reno arriva in una città fantasma dove ha un salto nel tempo, finendo nel vecchio West. In sella ad un cavallo anziché alla moto, Reno è comunque incolpato per un omicidio commesso dal boss locale, un tale Mason che ha il volto di Dixon. Poco dopo, Reno viene difatti catturato da Robert FourKiller, un ciarlatano/cacciatore di taglie/costruttore di bare. Finito in prigione, Reno riesce a convincere Robert della sua innocenza e questo lo fa evadere, aiutato da sua sorella che distrae lo sceriffo. Nel frattempo, Mason ha dirottato il fiume per costringere gli abitanti ad andarsene, vendendogli le loro proprietà che lui intende rivendere ad un prezzo molto più alto quando sarà costruita la ferrovia. Aiutato da Robert e da un cercatore d'oro, Reno sconfigge gli scagnozzi di Mason uccidendo poi il boss stesso in una sparatoria. La narrazione torna nel presente con l'arrivo di Bobby e Cheyenne che hanno catturato il ricercato.

## Paradisi perduti
- Titolo originale: Paradise Lost
- Diretto da: Jeff Woolnough
- Scritto da: W. Reed Moran

### Trama
Inseguito dalla polizia, Reno si nasconde in una fattoria dove è aiutato da una donna, che manda gli agenti nella direzione sbagliata. Ad una successiva ispezione, anche gli altri abitanti nascondono Reno alla polizia, poiché anch'essi hanno avuto problemi con la giustizia e hanno deciso di vivere isolati, producendosi tutto il necessario. In un paese vicino vi è però un attentato e Reno scopre che i colpevoli sono il padrone della fattoria e altre persone del posto, all'insaputa degli altri. Il terrorista decide di fare un altro attentato e obbliga Reno stesso a piazzare la bomba, tenendo in ostaggio la donna che l'ha aiutato e suo figlio. Reno lascia la bomba nei sotterranei di un ufficio, ma riesce poi a disinnescarla insieme a Bobby. Inseguiti dallo sceriffo che li crede responsabili dell'attentato, i due arrivano nella fattoria dove arrestano i veri colpevoli. Mentre Reno scappa, Bobby consegna i criminali alla giustizia.

## L'amore che uccide
- Titolo originale: Love Hurts
- Diretto da: 	Russell Solberg
- Scritto da: Donald Marcus

### Trama
Amanda, madre (in realtà matrigna) di Bobby, arriva a trovarlo assieme a Brittany, sua nipote e cugina di Bobby, fermandosi da lui per qualche giorno. Intanto, un maniaco ha aggredito alcune donne a Bay City e Bobby viene picchiato da un estraneo che era penetrato in casa. Uscendo da un locale notturno, Amanda e Brittany trovano la loro auto distrutta e un agente di polizia offre a Brittany un passaggio fino a casa, ma è proprio lui il maniaco. Il criminale porta effettivamente la ragazza a casa, secondo la sua abitudine di violentare le vittime nelle loro abitazioni; tuttavia Bobby, avendo nel telefono un apparecchio che registra i rumori dell'ambiente, si precipita sul posto avvertendo anche Reno. Il maniaco viene sconfitto da Bobby, mentre Reno ed Amanda liberano Brittany. Bobby regala alla madre una nuova auto al posto di quella distrutta.

## La congiura del silenzio
- Titolo originale: Hard Evidence
- Diretto da: Lorenzo Lamas
- Scritto da: Robin Jill Bernheim

### Trama
Un ufficiale è stato cacciato dall'esercito poiché è convinto di aver visto precipitare un ufo in una base militare; l'uomo offre una grossa somma a Reno e Bobby se indagano sulla faccenda. Dato che la base sta per essere demolita, Reno si fa assumere tra gli operai ma quando inizia a fare domande, qualcuno cerca di eliminarlo fingendo un incidente sul lavoro; anche Bobby viene minacciato da due agenti dell'F.B.I affinché sospenda le indagini; i due cacciatori di taglie intuiscono quindi che la base nasconde effettivamente un segreto. Seguendo le indicazioni dell'ufficiale, Reno trova una valigetta che nasconderebbe le prove, ma deve fuggire dai militari e perde la valigia. Il generale a capo della base decide tuttavia di farla esplodere per nascondere il segreto, causando la morte di varie persone. A causa di ciò, viene processato e le sue accuse contro l'ufficiale cadono.

## Casa di bambole
- Titolo originale: The Dollhouse
- Diretto da: Tawnia Cannell McKiernan
- Scritto da: Robin Jill Bernheim

### Trama
Bobby viene contattato da una giornalista che dichiara di avere una prova sull'innocenza di Reno e di volerla consegnare in cambio di un'intervista. In realtà la donna, Jody, è una pazza che assieme al fratello rapisce Reno per fargli sposare sua sorella Lisa. Ferito durante il rapimento di Reno, Bobby incarica Nathan di ritrovare il suo amico; Reno intanto scopre che il fratello di Jody, pazzo anch'esso, ha ucciso suo padre poiché abusava delle sue figlie, mentre Jody ha eliminato i precedenti "mariti" di Lisa che l'avevano rifiutata. Lo sceriffo del paese è all'oscuro della faccenda ed anzi difende Jody di cui è innamorato, ma viene anch'esso ucciso quando inizia a sospettare di lei. Dopo la morte dello sceriffo, Jody ed il fratello devono però fuggire portando con sé anche Lisa e Reno; Reno convince Lisa a lasciare una lettera al padre (non sa difatti che è morto) sulla loro destinazione, cosicché Nathan trova il biglietto ed insegue i due pazzi. Reno e Lisa riescono a saltare giù dal furgone, mentre Jody e suo fratello muoiono precipitando da un ponte. Lisa inizia una nuova vita accolta da sua zia.

## Voci
- Titolo originale: Hog Calls
- Diretto da: Branscombe Richmond
- Scritto da: Donald Marcus

### Trama
Un'avvocatessa ha una prova che scagionerebbe Reno; è disposta a fornirla se Reno compie un lavoro per lei. Difatti un boss mafioso, uno dei suoi clienti, le ha dato l'incarico di ritrovare la sua fidanzata che è stata rapita. Scoperto che la giovane è stata catturata dagli agenti federali che la tengono in un albergo, l'avvocatessa incarica a sua volta Reno di liberarla: questo accetta se oltre alla prova, una registrazione che dimostra che è Dixon l'assassino di Burrell, la donna fornisca anche prove per far arrestare il mafioso. Giunti all'albergo, Reno e Bobby stordiscono gli agenti di guardia, ma apprendono che la fidanzata del boss non è stata rapita, ha deciso di testimoniare contro il criminale. Il boss tuttavia ha seguito i cacciatori di taglie ed imparata la verità, trascina via la giovane per ucciderla, dando l'ordine ai suoi scagnozzi di eliminare anche Reno e Bobby. I due soci si salvano ed assieme all'avvocatessa si precipitano alla villa del mafioso; qui lei uccide il boss, mentre Reno e Bobby salvano la sua fidanzata. L'avvocatessa finisce però uccisa nello scontro senza che Reno riesca ad avere la registrazione.

## L'angelo custode
- Titolo originale: The Road Not Taken
- Diretto da: Richard C. Okie
- Scritto da: Michael Levine

### Trama
Reno insegue un ricercato (Travis) in un luna park, ma viene riconosciuto ed arrestato dalla polizia, finendo in cella assieme a Travis. Mentre Dixon sta per prenderlo in consegna, Reno dichiara che avrebbe preferito morire il giorno dell'attentato; Travis allora lo aiuta ad evadere, ma Reno lo porta ugualmente all'ufficio di Bobby, affinché venga riportato in prigione. Tuttavia, Reno scopre che il suo socio è da anni divenuto guardia del corpo di Dixon, il quale si è messo in politica; inoltre, nessuno riconosce Reno. Travis gli spiega che il suo desiderio si è avverato e ora è morto; Reno scopre difatti la sua tomba ed il fatto che Val è viva, ma sposata con un altro; da fantasma, Reno ha comunque una missione, vendicarsi di Dixon che lo ha fatto uccidere. Inseguito da Bobby che gli spara addosso, Reno fugge nel luna park, dove lotta nuovamente con Travis. Bobby arriva ad aiutarlo e lascia intendere che Reno, a causa di una botta in testa, si è sognato tutto.